# 펄바주

펄바 주의 위치

펄바주(에스토니아어: Põlva maakond)는 에스토니아 남동부에 위치한 주로 주도는 펄바이며 면적은 2,165km2, 인구는 31,002명(2009년 기준), 인구 밀도는 14명/km2, ISO 3166-2 코드는 EE-65이다. 북쪽으로는 타르투 주, 서쪽으로는 발가 주, 남쪽으로는 버루 주와 접하며 동쪽으로는 러시아와 국경을 접한다.

주기
주 문장

## 하위 행정 구역

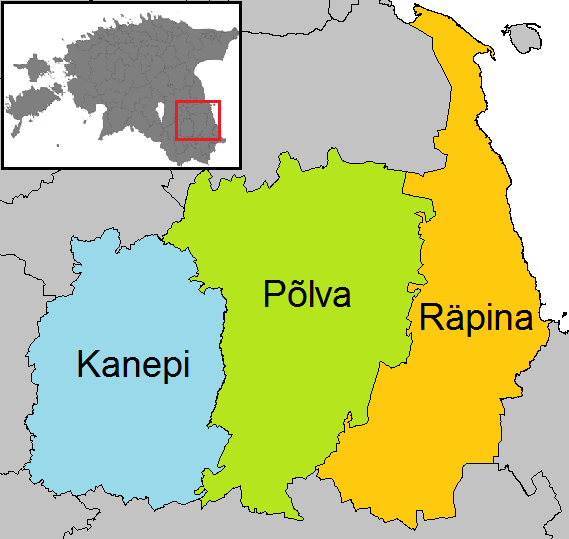
펄바 주의 하위 행정 구역

펄바 주는 3개 지방 자치체를 관할하는데 3개 군으로 나뉜다.
- 카네피군
- 펄바군
- 래피나군